# Victoria Line
Victoria Line – jedna z linii metra w Londynie, oznaczana kolorem jasnoniebieskim. Została otwarta w 1968 i była pierwszą linią wybudowaną po II wojnie światowej. Długość trasy wynosi 21 kilometrów, zaś liczba stacji to 16. Obecnie z Victoria Line korzysta ok. 161 milionów pasażerów rocznie.

## Przebieg linii
Victoria jest jedną z dwóch linii londyńskiego metra (druga to Waterloo & City line), których wszystkie stacje znajdują się pod ziemią. Na każdej z nich z wyjątkiem Pimlico istnieje możliwość przesiadki do innej linii metra lub do sieci kolejowej. Przejazd przez całą trasę trwa 32 minuty. W godzinach szczytu pociągi jeżdżą w jednominutowych odstępach. Linia zaliczana jest do grupy deep level lines, co oznacza, że tory w każdym kierunku ułożone są w osobnym tunelu, na średniej głębokości ok. 20 metrów. 

## Tabor

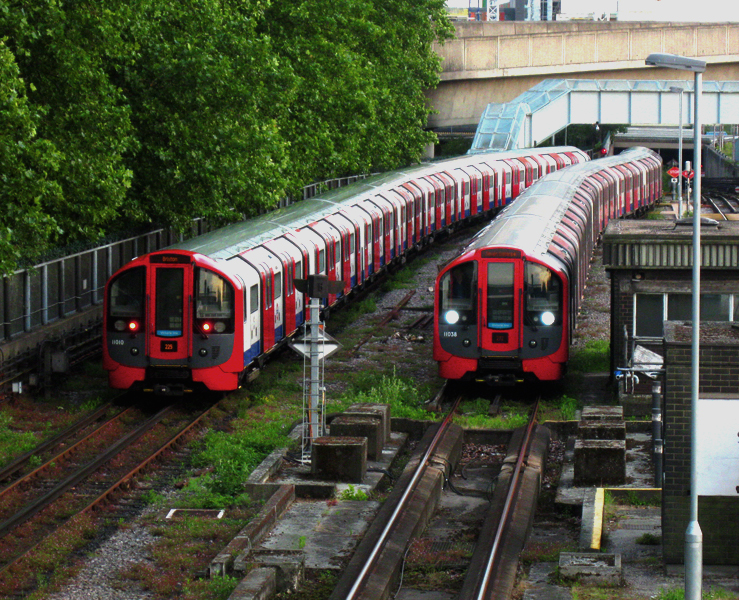
Pociągi klasy 2009 Stock

Linia obsługiwana jest przez pociągi klasy 2009 Stock, które w latach 2009-2011 zastąpiły używane od 1968 roku pociągi typu 1967 Stock